# NGC 3209
NGC 3209 (również PGC 30242 lub UGC 5584) – galaktyka eliptyczna (E), znajdująca się w gwiazdozbiorze Lwa. Odkrył ją John Herschel 19 lutego 1827 roku.